# Praefectus cohortis
El praefectus cohortis  era un oficial ecuestre del Ejército romano que dirigía una unidad auxiliar del tipo cohors quinquagenaria peditata de infantería o cohors quinquagenaria equitata mixta de infantería y caballería.
Estas unidades auxiliares habían nacido en la época de Augusto, encomendándose su mando a un caballero o a un antiguo centurión. Cuando el emperador Claudio regularizó la carrera ecuestre, decidió que el primer escalón del cursus honorum de los caballeros debía ser la prefectura de cohorte, de manera que para cualquier miembro del ordo equester su prima militia era el cargo de praefectus cohortis, seguido como secunda militia por el tribunado angusticlavio de una legión y culminado como tertia militia por la prefectura de un ala de caballería.
Las excepciones a está regla eran dos:
- Si la unidad era de ciudadanos romanos (voluntariorum, italica, campestris, etc.) era dirigida por un tribunus cohortis.
- Si la unidad era miliaria, la comandaba un tribunus cohortis milliariae.

Con las reformas militares de Diocleciano y Constantino I el Grande, el cargo continuó existiendo nominalmente, pero las unidades que estos oficiales mandaban, aunque conservasen su nombre del Alto Imperio, eran más reducidas que las de tiempos anteriores.